# Dipartimento di General López
General López è un dipartimento argentino, situato nella parte più meridionale della provincia di Santa Fe, con capoluogo Melincué.
Esso confina a nord con il dipartimento di Caseros, a est con il dipartimento di Constitución, a est e a sud con la provincia di Buenos Aires, e a ovest con la provincia di Córdoba.
Secondo il censimento del 2001, su un territorio di 11.558 km², la popolazione ammontava a 182.113 abitanti, con un aumento demografico del 6,11% rispetto al censimento del 1991.
Il dipartimento è suddiviso in 31 distretti (distritos), con questi municipi (municipios) o comuni (comunas):
- Aarón Castellanos
- Amenábar
- Cafferata
- Cañada del Ucle
- Carmen
- Carreras
- Chapuy
- Chovet
- Christophersen
- Diego de Alvear
- Elortondo
- Firmat
- Hughes
- La Chispa
- Labordeboy
- Lazzarino
- Maggiolo
- María Teresa
- Melincué
- Miguel Torres
- Murphy
- Rufino
- San Eduardo
- San Francisco de Santa Fe
- San Gregorio
- Sancti Spiritu
- Santa Isabel
- Teodelina
- Venado Tuerto
- Villa Cañás
- Wheelwright